# Claude Cohen-Tannoudji
Claude Cohen-Tannoudji (født 1. april 1933) er en fransk fysiker. Han modtog nobelprisen i fysik i 1977 sammen med Steven Chu og William Daniel Phillips for forkning i metoder til laserkøling og indfangning af atomer. Han er fortsat en aktiv forsker på École Normale Supérieure i Paris.